# アセトンカルボキシラーゼ
アセトンカルボキシラーゼ(Aceton carboxylase、EC 6.4.1.6)は、以下の化学反応を触媒する酵素である。
アセトン + CO2 + ATP + 2 {\displaystyle \rightleftharpoons } アセト酢酸 + AMP + 2 リン酸
従って、この酵素の基質は、アセトンと二酸化炭素とATPと水の4つ、生成物はアセト酢酸とAMPとリン酸の3つである。
この酵素はリガーゼ、特に炭素-炭素結合を形成するものに分類される。系統名は、アセトン:炭素-二酸素 リガーゼ (AMP形成)(acetone:carbon-dioxide ligase (AMP-forming))である。